# Swintonia acuta
Swintonia acuta är en sumakväxtart som beskrevs av Adolf Engler. Swintonia acuta ingår i släktet Swintonia och familjen sumakväxter. Inga underarter finns listade i Catalogue of Life.